# Diagrapta bellula
Diagrapta bellula är en fjärilsart som beskrevs av William Schaus 1913. Diagrapta bellula ingår i släktet Diagrapta och familjen nattflyn. Inga underarter finns listade i Catalogue of Life.